# Tango (lớp tàu ngầm)
Tàu ngầm Đề án 641B Som (tiếng Nga: Проекта 641Б Сом - Proyekta 641B Som) là loại tàu ngầm điện-diesel được đóng bởi Liên Xô. NATO gọi loại tàu ngầm này là lớp Tango. Đây là loại tàu ngầm nâng cấp dùng để thay thế cho các tàu ngầm Đề án 641 trong các hoạt động tại Biển Đen và Hạm đội Phương Bắc. Việc đóng tàu thực hiện từ năm 1973 đến năm 1982 ở xưởng đóng tàu tại Nizhny Novgorod với 18 chiếc đã được đóng.
Đây là loại tàu ngầm được thiết kế để có thể hoạt động tầm xa mục đích là tấn công các đoàn tàu hoặc bến cảng của đối phương, trinh sát, bảo vệ các đoàn tàu hay rải thủy lôi. Loại tàu ngầm này có thể tích trữ nhiều năng lượng hơn tất cả các tàu ngầm trước đó của hải quân Liên Xô cũng như có lớp vỏ chịu lực tốt hơn. Nó có thể lặn hơn một tuần trước khi cần đến ống thông khí.
Các tàu thuộc lớp này đều đã ngừng hoạt động và đưa ra khỏi biên chế.